# Agyagfalvi Hegyi István
Agyagfalvi Hegyi István (Betfalva, 1886. július 1. – Budapest, 1975. november 20.) költő, író.

## Életpályája
1886-ban született a Székelyföldön, a Hargita megyei Betfalván. Kolozsváron jogot tanult, ezt követően állami szolgálatba lépett. Már 16 éves korában díjat nyert verseivel. Szerzői estje volt több alkalommal a rádióban, három történelmi hangjátékát is előadták. Előszeretettel írt nótaszövegeket, számos ilyen stílusban írt versét megzenésítették. 
1932-től a Petőfi Társaság és a Fráter Loránd Társaság tagja, később titkára volt. A Magyarság szépirodalmi munkatársa volt. 
Budapesten, életének 79. évében érte a halál 1975-ben.

## Főbb művei
- A hazáért... (költemények, Kolozsvár, 1906)
- A véres kardot körülhordozom! (versek, 1925-1926, Budapest, 1926)
- Ősi vártán (versek, 1932-1935, Budapest, 1936)
- Isten csákánya alatt (versek, 1929-1931, Budapest, 193?)